# Amsinckia calycina
Amsinckia calycina es una especie de planta perteneciente a la familia de las boragináceas. Es originaria de Argentina y Chile y naturalizada en Australia.

## Descripción
Es una hierba que alcanza un tamaño de hasta de 60 cm de altura, setoso-híspida, unicaule. Tallos erectos, ramificados en la parte superior, híspidos, con pelos patentes de distinto tamaño, los de mayor longitud hasta de 2(2,5) mm. Hojas híspidas, con pelos de distintos tamaños en ambas caras; las inferiores hasta de 12(14) × 1(1,5) cm, de lineares a estrechamente ensiformes, agudas; las medias y superiores hasta de 8(10) × 1(1,5) cm, lineares, o de ensiformes a estrechamente ovadas, agudas. Inflorescencia con cimas densas, hasta de 10 cm en la floración y hasta de 22(25) cm en la fructificación. Flores sésiles o subsésiles; pedicelos en flor de 0,2-0,7 mm, en fruto hasta de 1,5 mm. Cáliz en flor de (2,5)3-4 mm, hirsuto por la cara externa, seríceo en la parte superior de la interna, en fruto hasta de 5 mm; lóbulos en flor de 0,8-1(1,25) mm de anchura, de estrechamente triangulares a lineares, en fruto hasta de 1,3 mm de anchura. Corola hipocrateriforme, de 2,5-3(3,5) mm de diámetro, amarilla; tubo (2,7)3-5(5,5) mm, sobrepasando al cáliz; garganta glabra, sin escamas; lóbulos 0,5-1 × 0,75-1 mm, ovados, finamente papilosos por la cara interna. Estambres insertos en el tercio superior del tubo; anteras 0,5- 0,7(0,9) mm, pardas. Ovario con el estilo de 3-3,5 mm, situado al nivel de las anteras. Núculas 2-2,2 × 1,2-1,5 mm, de ápice anchamente obtuso, a veces subtruncado, tetrágonas, con una quilla dorsal, otra ventral y dos laterales, débilmente ruguladas en el dorso, de irregularmente tuberculadas a débilmente muricadas, de un pardo obscuro a negras o pardo-amarillentas.

## Distribución y hábitat
Es una especie ruderal y arvense; se encuentra a una altitud de 650-1500 metros. De origen sudamericano, se encuentra naturalizada en el SW de Europa –Francia y España– y en Australia. 

## Taxonomía
Amsinckia calycina fue descrita por (Moris) Chater y publicado en Botanical Journal of the Linnean Society 64(4): 380. 1971.
Sinonimia
- Amsinckia angustifolia Lehm.
- Amsinckia angustifolia var. microcarpa Speg.
- Amsinckia angustifolia var. pseudolycopsioides Clos
- Amsinckia aurantiaca (Brand) Brand
- Amsinckia australis Suksd.
- Amsinckia basistaminea Ces.
- Amsinckia hispida (Ruiz & Pav.) I.M.Johnst.
- Amsinckia humifusa Walp.
- Amsinckia parviflora Bernh.
- Amsinckia patagonica Speg.
- Amsinckia pseudolycopsioides Speg.
- Benthamia angustifolia (Lehm.) Druce
- Benthamia basistaminea (Ces.) Druce
- Benthamia hispida (Ruiz & Pav.) Druce
- Cryptantha spegazzinii I.M.Johnst.
- Eritrichium pachnophilum Wedd.
- Eritrichium pachnophyllum Wedd.
- Lithospermum calycinum Moris basónimo
- Lithospermum hispidum Ruiz & Pav.
- Plagiobothrys aurantiacus Brand[5]